# Никущенко, Дмитрий Владимирович
Нику́щенко, Дми́трий Влади́мирович (27 февраля 1973, Ленинград) — российский механик, доктор технических наук, профессор

## Биография
Д. В. Никущенко окончил Санкт-Петербургский государственный морской технический университет в 1996 году. Защитил диссертации кандидата технических наук по теории корабля (1999) и доктора технических наук по механике жидкости, газа и плазмы (2011).

## Научная деятельность
В круг его научных интересов входят вычислительная гидродинамика, теория турбулентности и их приложения к теории корабля. Д. В. Никущенко является автором автором более 200 публикаций в научных журналах в различных областях гидромеханики по гидродинамике, теории корабля и турбулентности.

### Учебное пособие
- Павловский В. А., Никущенко Д. В. Вычислительная гидродинамика. Теоретические основы: учебное пособие. СПб.: Изд-во «Лань», 2018. 368 с. ISBN 978-5-8114-2924-0[9]
- Нечаев Ю. И., Никущенко Д. В. Нестационарные модели мореходности судов: учебное пособие. СПб.: Изд-во «Лань», 2025. 248 с. ISBN 978-5-507-51701-5

### Научные публикации
- Никущенко Д. В. Применение методов динамики вязкой жидкости для определения гидродинамических характеристик подводных объектов // Вестник СПбГУ, сер. 10 : журнал. — 2007. — № 4. — С. 50—60.
- Павловский В. А., Никущенко Д. В. Реологическая модель для расчета течений жидкости в широком диапазоне чисел Рейнольдса // Вестник СПбГУ, сер. 1 : журнал. — 2009. — № 1. — С. 104—113.
- Никущенко Д. В., Павловский В. А. К выводу уравнений движения подводного аппарата // Вестник СПбГУ, сер. 10 : журнал. — 2007. — № 4. — С. 60—64.
- Никущенко Д. В. Способ расчета гидродинамических характеристик крыльевых систем подводных объектов // Судостроение : журнал. — 2008. — № 5. — С. 19—22.
- Никущенко Д. В., Надымов Е. Н., Шушков Р. А. Расчет гидродинамических характеристик подводных аппаратов с выступающими частями, рулями и стабилизаторами // Вестник СПбГУ, сер. 10 : журнал. — 2010. — № 4. — С. 63—73.
- Isaev, S. A., Leontiev, A. I., Chudnovsky, Ya., Nikushchenko, D., Sudakov, A., Popov, I. Simulation of vortex heat transfer enhancement in the turbulent water flow in the narrow plane-parallel channel with an inclined oval-trench dimple of fixed depth and spot area (англ.) // Energies : журнал. — 2010. — Vol. 12, iss. 7. — P. 1296. — doi:10.3390/en12071296.
- S. A. Isaev, D. V. Nikushchenko, M. S. Gritckevich [et al.] NT Vortex enhancement of heat transfer and flow in the narrow channel with a dense packing of inclined one-row oval-trench dimples // International Journal of Heat and Mass Transfer. — 2019. — Vol. 145. — P. 118737. — DOI 10.1016/j.ijheatmasstransfer.2019.118737
- D. Nikushchenko, A. Stepin, E. Nikitina [et al.] A Simplified Method of Iceberg Hydrodynamic Parameter Prediction // Water. — 2023. — Vol. 15, No. 10. — P. 1843. — DOI 10.3390/w15101843